# Xârâcùù
Le xârâcùù (/xɑ̃rɑ̃ʧɨː/) est une langue kanak parlée en Nouvelle-Calédonie dans l’aire coutumière Xaracuu, qui s’étend sur les communes de Canala, Thio et Boulouparis.
Elle est la quatrième langue kanak la plus parlée après le drehu, le nengone et le paicî, et avant l'ajië.

## Écriture
Pendant une partie du XXe siècle, les missionnaires ont transcrit la langue (notamment pour produire des versions des évangiles ou des catéchismes) la même écriture que pour l’ajië.
Aujourd'hui, le xârâcùù s’écrit avec l’alphabet latin complété de nombreux diacritiques et de digrammes, avec au total 61 graphèmes. Cette écriture a été développée au début des années 1980 par Claire Moyse-Faurie, linguiste au laboratoire Langues et civilisations à tradition orale (LACITO).
| Graphème      | a | aa | ä | ää | â  | ââ | b  | bw  | c  | ch | d  |    |     |
| Prononciation | ɑ | ɑː | ʌ̃ | ʌ̃ː | ɑ̃  | ɑ̃ː | ᵐb | ᵐbʷ | t͡ʃ | ʃ  | ⁿd |    |     |
| Graphème      | e | ee | é | éé | ë  | ëë | è  | èè  | ê  | êê | f  | g  | gw  |
| Prononciation | ɤ | ɤː | e | eː | ʌ  | ʌː | ɛ  | ɛː  | ɛ̃  | ɛ̃ː | f  | ᵑɡ | ᵑɡʷ |
| Graphème      | i | ii | î | îî | j  | k  | kw | l   | m  | mw | n  | ng | ny  |
| Prononciation | i | iː | ĩ | ĩː | ᶮɟ | k  | kʷ | l   | m  | mʷ | n  | ŋ  | ɲ   |
| Graphème      | o | oo | ö | öö | ô  | ôô | p  | pw  | r  | s  | t  |    |     |
| Prononciation | o | oː | ɔ | ɔː | ɔ̃  | ɔ̃ː | p  | pʷ  | r  | ç  | t  |    |     |
| Graphème      | u | uu | ü | üü | ù  | ùù | û  | ûû  | v  | w  | x  | xw | y   |
| Prononciation | u | uː | ɨ̃ | ɨ̃ː | ɨ  | ɨː | ũ  | ũː  | v  | w  | x  | xʷ | j   |

Un dictionnaire a été publié en 1986 par  Claire Moyse-Faurie en collaboration avec Marie-Adèle Néchérö-Jorédié.

## Enseignement
Le xârâcùù est enseigné depuis les années 1980 au niveau primaire dans l'école populaire kanak (EPK) de Canala, seul établissement de ce type encore existant en 2013, dont les élèves peuvent ensuite rejoindre l'enseignement public à partir du CM1. La langue est également proposée au programme en tant qu'option au collège privé catholique Francis-Rougé de Thio et au collège public de Canala.

## Prononciation

### Consonnes
Le xârâcùù a 27 consonnes, dont des occlusives prénasalisées typiques des langues océaniennes.
|            |               | Labiales | Labiales | Alvéolaires | Palatales | Vélaires | Labio- vélaires |
| ---------- | ------------- | -------- | -------- | ----------- | --------- | -------- | --------------- |
| Occlusives | Sourdes       | p        | pʷ       | t           |           | k        | kʷ              |
| Occlusives | Prénasalisées | ᵐb       | ᵐbʷ      | ⁿd          | ᶮɟ        | ᵑɡ       | ᵑɡʷ             |
| Nasales    | Nasales       | m        | mʷ       | n           | ɲ         | ŋ        |                 |
| Fricatives | Sourdes       | f        |          | ʃ           | ç         | x        | xʷ              |
| Fricatives | Sonore        | v        |          |             |           |          |                 |
| Affriquée  | Affriquée     |          |          | t͡ʃ          |           |          |                 |
| Spirantes  | Spirantes     |          |          |             | j         |          | w               |
| Latérale   | Latérale      |          |          | l           |           |          |                 |
| Roulée     | Roulée        |          |          | r           |           |          |                 |

### Voyelles
Le xârâcùù a 34 voyelles : 17 brèves (10 orales et 7 nasales) qui peuvent toutes être allongées.
|             | Antérieures | Centrales | Postérieures |
| ----------- | ----------- | --------- | ------------ |
| Fermées     | i ĩ • u ũ   | ɨ ɨ̃       |              |
| Mi-fermées  | e           |           | ɤ • o        |
| Mi-ouvertes | ɛ ɛ̃         |           | ʌ ʌ̃ • ɔ ɔ̃    |
| Ouvertes    |             |           | ɑ ɑ̃          |

### Vocabulaire
Jè nii ro [ᶮɟɛ niː ro] : Comment t'appelles-tu ?
È nä fè rè : il viendra 
Baaru : deux 
Chaa : un 
Bata : avoir peur 
Nô: poisson 
Nôô : moustique 
Xâânîî : toucher avec la main 
Chuèmè : étoile 
Faari : demander 
Môdööya : chouette  
Mösöö : chapeau  
Pooka : cochon  
Mèrèsäba : fougère arborescente   
Kumwara : patate douce   
Taiki : chien   
Baèkè : sac   
Sukwa : sucre   
Karapuusi : prison   
Satètè : samedi
Dakata : médecin   
Kaapéci : chou   
Buruatè : brouette   
Kéréyôô : crayon   
Kèèmêêsi : kermesse   
Pwarito : paletot   
Sitôrôô : citron   
Kùtù : pou   
Kwââ : arbre   
Kwétaa : sel   
Märä : oiseau   
Dèèri : les gens   
Mîâ : rouge   
Mwaa : long, loin   
Nû: cocotier   
Niira : plaine   
Pichöö : niaouli   
Sêgè : pierre   
Nuö : forêt   
Tèpe : parole   
Mê : venir   
Pia : se battre   
Nè : feu   
Nê : feuille   
Xacè : appeler  
Garaasi : glace, miroir       